# 一等兵

美國海軍陸戰隊的一等兵佩章

一等兵是一種士兵的軍階，比二等兵軍階為高。在其他國家，除了軍隊，在警察及其他制服團體也有出現這種編制。在軍中，一等兵是新兵經過受訓，完成軍種初階訓練和專業兵科學校訓練後並在部隊留守數月。

## 中華民國
中華民國國軍規定，二等兵服役滿半年，可升為一等兵。

中華民國陸軍一等兵臂章
中華民國海軍一等兵臂章
中華民國海軍陸戰隊一等兵臂章
中華民國空軍一等兵臂章
中華民國海洋委員會海巡署一等兵肩章